# Alberto Gonzaga
Il beato Alberto Gonzaga (o Alberto Corradi da Gonzaga) (Mantova, 1260 circa – Ivrea, 1º dicembre 1321) è stato un vescovo cattolico italiano.

## Biografia
Era figlio Antonio Corradi da Gonzaga, a suo volta figlio di Guido (m. 1272 ca.), della Linea Antica dei Corradi-Gonzaga di Mantova. Secondo altri storici, era figlio di Abramino (1155 ca.-1210).
Entrò giovanissimo nei Francescani e ricevette importanti incarichi tra i quali, nel 1271, quello assunto per conto del papa Gregorio X di ricomporre i dissidi tra il Monferrato e alcune città del Piemonte. Fu a Roma e nel 1272 ambasciatore del papa a Costantinopoli presso l'imperatore bizantino Michele VIII. Assieme al confratello teologo Bonaventura da Bagnoregio partecipò al Concilio di Lione del 1274, convocato nel tentativo di ristabilire l'unità religiosa con la Chiesa ortodossa d'Oriente.
Fu eletto vescovo di Ivrea nel 1289 e qui nel 1291 fondò il monastero delle clarisse. Nel suo incarico si avvalse anche dell'aiuto del fratello Federico, giunto da Mantova. Il 10 febbraio del 1299 consacrò la chiesa e il convento di San Francesco a Rivarolo Canavese.
Morì a Ivrea nel 1321 e fu sepolto nella chiesa di San Francesco della città, demolita negli anni Trenta, che aveva restaurato.

## Stemma
| Immagine | Blasonatura |
| -------- | --- |
| \| \|    | Di nero, a tre montoni d'argento, cornati e squillati d'oro. (Stemma della famiglia Corradi-Gonzaga) Ornamenti esteriori da vescovo. |
|          | |

## Ascendenza
|                   |   |   | Genitori |  |  | Nonni |  |  | Bisnonni         |  |  | Trisnonni       |  |
|                   |   |   |          |  |  |       |  |  | Abramino Corradi |  |  | Filippo Corradi |  |
|                   |   |   |          |  |  |       |  |  | Abramino Corradi |  |  | Filippo Corradi |  |
|                   |   | … |          |  |  |       |  |  | Abramino Corradi |  |  |                 |  |
| Guidone Corradi   |   |   |          |  |  |       |  |  | Abramino Corradi |  |  |                 |  |
|                   |   | … | …        |  |  |       |  |  |                  |  |  |                 |  |
|                   |   | … | …        |  |  |       |  |  |                  |  |  |                 |  |
|                   |   | … | …        |  |  |       |  |  |                  |  |  |                 |  |
| Antonio Corradi   |   | … |          |  |  |       |  |  |                  |  |  |                 |  |
|                   |   | … | …        |  |  |       |  |  |                  |  |  |                 |  |
|                   |   | … | …        |  |  |       |  |  |                  |  |  |                 |  |
|                   |   | … | …        |  |  |       |  |  |                  |  |  |                 |  |
| …                 |   | … |          |  |  |       |  |  |                  |  |  |                 |  |
|                   |   | … | …        |  |  |       |  |  |                  |  |  |                 |  |
|                   |   | … | …        |  |  |       |  |  |                  |  |  |                 |  |
|                   |   | … | …        |  |  |       |  |  |                  |  |  |                 |  |
| Alberto Corradi   |   | … |          |  |  |       |  |  |                  |  |  |                 |  |
|                   | … | … |          |  |  |       |  |  |                  |  |  |                 |  |
|                   | … | … |          |  |  |       |  |  |                  |  |  |                 |  |
|                   | … | … |          |  |  |       |  |  |                  |  |  |                 |  |
| Ugone de' Pedroni | … |   |          |  |  |       |  |  |                  |  |  |                 |  |
|                   |   | … | …        |  |  |       |  |  |                  |  |  |                 |  |
|                   |   | … | …        |  |  |       |  |  |                  |  |  |                 |  |
|                   |   | … | …        |  |  |       |  |  |                  |  |  |                 |  |
| Richilde Pedroni  |   | … |          |  |  |       |  |  |                  |  |  |                 |  |
|                   |   | … | …        |  |  |       |  |  |                  |  |  |                 |  |
|                   |   | … | …        |  |  |       |  |  |                  |  |  |                 |  |
|                   |   | … | …        |  |  |       |  |  |                  |  |  |                 |  |
| …                 |   | … |          |  |  |       |  |  |                  |  |  |                 |  |
|                   |   | … | …        |  |  |       |  |  |                  |  |  |                 |  |
|                   |   | … | …        |  |  |       |  |  |                  |  |  |                 |  |
|                   |   | … | …        |  |  |       |  |  |                  |  |  |                 |  |
|                   |   | … |          |  |  |       |  |  |                  |  |  |                 |  |